# Johannes Sass (Maler)
Johannes  Friedrich Sass (* 5. Mai 1897 in Magdeburg; † 1972 in Hannover) war ein deutscher Maler und Kunstlehrer.

## Leben
Von 1911 bis 1914 lernte Johannes Sass den Beruf des Lithographen. Anschließend besuchte er die Kunstgewerbeschule in Magdeburg. Zum Ende des Ersten Weltkriegs wurde er noch 1918 Soldat. Er kehrte 1919 an die Kunstgewerbeschule zurück und wirkte dort bis 1921 nebenberuflich.
Ab 1921 arbeitete Johannes Sass freischaffend als Kunstmaler. Er wurde Zweiter Vorsitzender des Künstlervereins Börde in Magdeburg  (1922), bis er 1925 nach Berlin übersiedelte. Studienreisen führten ihn nach Italien, in die Niederlande und Südfrankreich. 1928 trat er dem Deutschen Künstlerbund bei und wurde von diesem 1933 ausgezeichnet und mit einem Stipendium bis 1935 für die Villa Romana in Florenz bedacht.
In der Zeit des Nationalsozialismus war er Mitglied der NSDAP. Wilhelm Fahrenholtz, Erster Vorsteher der Industrie- und Handelskammer Magdeburg, erbat bei der NSDAP-Parteikanzlei die Genehmigung für Johannes Sass, beim Reichsparteitag 1936 aus der Nähe Skizzen von Adolf Hitler für ein Gemälde im Bürgerhaus Magdeburg zeichnen zu dürfen. Martin Bormann lehnte dies jedoch ab. Im Zweiten Weltkrieg diente Johannes Sass von 1939 bis 1945 wieder als Soldat, während ein Bombenangriff 1944 seine Atelierwohnung in Berlin-Wilmersdorf zerstörte und große Teile seines Werkes vernichtete. 1950 zog er nach Hannover und lehrte ab 1956 an der dortigen Werkkunstschule.
In seinem künstlerisches Schaffen war er besonders der Künstlergruppe Brücke verbunden. Ab den 1950er Jahren wandte er sich verstärkt der Landschaftsmalerei mit Öltempera zu. Sein Werk umfasst mit Aquarell-Skizzenblättern, Porträtmalerei, Stillleben und der Beschäftigung mit der Kunst des Fernen Ostens und der Antike jedoch noch vielfältigere Arbeiten.

## Ausstellungen und Werke in öffentlichem Besitz

### Ausstellungen
- 1932: Ausstellung moderner deutscher Kunst, Oslo
- 1933: Ausstellung 30 Deutsche Künstler in Berlin
- 1936: Malerei und Plastik in Deutschland, Hamburger Kunstverein[2]
- 1936: Teilnahme an der Biennale in Venedig[3]
- 1952: Malerei und Plastik der Gegenwart, 2. Ausstellung des Deutschen Künstlerbundes, Staatenhaus am Rheinpark, Köln
- 1956: 6. Ausstellung des Deutschen Künstlerbundes, Ausstellungshallen am Ehrenhof, Düsseldorf

### Werke in öffentlichem Besitz
- Wandbilder (1927), Kapelle Stretense
- Wandbilder (1929) Magdalenenkapelle, Magdeburg
- Wandbild im Niedersächsischen Innenministerium, Hannover
- Kulturhistorisches Museum Magdeburg, Oberbürgermeister Hermann Beims (1930)[4]
- Leihgaben in der modernen Abteilung der Nationalgalerie Berlin im Kronprinzenpalais (bis 1936)
- Aquarelle aus den 1950er Jahren in der Medizinischen Hochschule Hannover (u. a. Station 43)

## Auszeichnungen
- Villa-Romana-Preis des Deutschen Künstlerbundes (1933)